# Серро-Лас-Минас
Эта статья — о горе в Гондурасе. Об археологическом памятнике в Мексике см. Серро-де-лас-Минас.
Серро-Лас-Минас (исп. Cerro Las Minas) — гора в департаменте Лемпира (Гондурас). Имея высоту 2849 метров над уровнем моря (по другим данным — 2870 метров), является самой высокой точкой страны. Также известна под названием Пико-Селак (исп. Pico Celaque).
Гора Серро-Лас-Минас входит в состав хребта Кордильера-де-Селак. С 1987 года является центром национального парка Селак. Вершина находится в труднодоступном ненаселённом месте, поэтому известно о ней очень мало. Ближайшие более-менее крупные населённые пункты: Бельен-Гуальчо (ок. 12 км на юго-запад по прямой), Грасьяс (ок. 13 км на северо-восток по прямой), Ла-Кампа (ок. 14 км на юго-восток по прямой), Коркин (ок. 18 км на запад по прямой).